# Grubazzzki
Grubazzzki (ang. Phat Girlz) – amerykańska komedia romantyczna z 2006 roku oparty na scenariuszu i reżyserii Nnegesta Likké'a. Wyprodukowany przez Fox Searchlight Pictures.

## Opis fabuły
Zdolna projektantka Jazmin Biltmore (Mo’Nique) ma problemy w życiu osobistym i zawodowym. Rozgoryczona winą za niepowodzenia obarcza swoją nadmierną tuszę. Wszystko zmienia się, gdy poznaje doktora Tunde Jonathana. Sprawia on, że kobieta zaczyna czuć się piękna.

## Obsada
- Mo’Nique jako Jazmin Biltmore
- Jimmy Jean-Louis jako doktor Tunde Jonathan
- Godfrey jako Akibo
- Kendra C. Johnson jako Stacey
- Joyful Drake jako Mia
- Dayo Ade jako Godwin
- Felix Pire jako Ramón
- Charles Duckworth jako Jack
- Jack Noseworthy jako Richard "Dick" Eklund
- Eric Roberts jako Robert Myer